# 海爾貝格斯巴赫河
51°22′17″N 7°08′13″E / 51.371320°N 7.137000°E
海爾貝格斯巴赫河（德語：Heierbergsbach），是德國的河流，位於該國西部，處於北萊茵-威斯特法倫州，屬於代爾巴赫河的右支流，河道全長9.2公里，河口處在費爾伯特。